# توماس إم. مادن
توماس إم. مادن (بالإنجليزية: Thomas M. Madden)‏ هو محامي وقاضي أمريكي، ولد في 28 مارس 1907 في فيلادلفيا في الولايات المتحدة، وتوفي في 29 مارس 1976.